# Ніколаєвка (Дубьонський район)
Нікола́євка (рос. Николаевка, ерз. Николаевка) — село у складі Дубьонського району Мордовії, Росія. Входить до складу Красинського сільського поселення.

## Населення
Населення — 438 осіб (2010; 622 у 2002).
Національний склад (станом на 2002 рік):
- росіяни — 90 %